# Klasycy wiedeńscy
Klasycy wiedeńscy – trzech kompozytorów: Joseph Haydn, Wolfgang Amadeus Mozart oraz Ludwig van Beethoven. Ich muzyka zaliczana jest stylistycznie do klasycyzmu (1750–1820), określenie „wiedeńscy” wynika z faktu, iż większość swojego życia, a zwłaszcza ostatnie lata, spędzili w Wiedniu. Do klasyków wiedeńskich nie zalicza się natomiast Christopha Willibalda Glucka i Antonio Salieriego, chociaż obaj tworzyli w tym samym okresie i większość życia spędzili w Wiedniu.

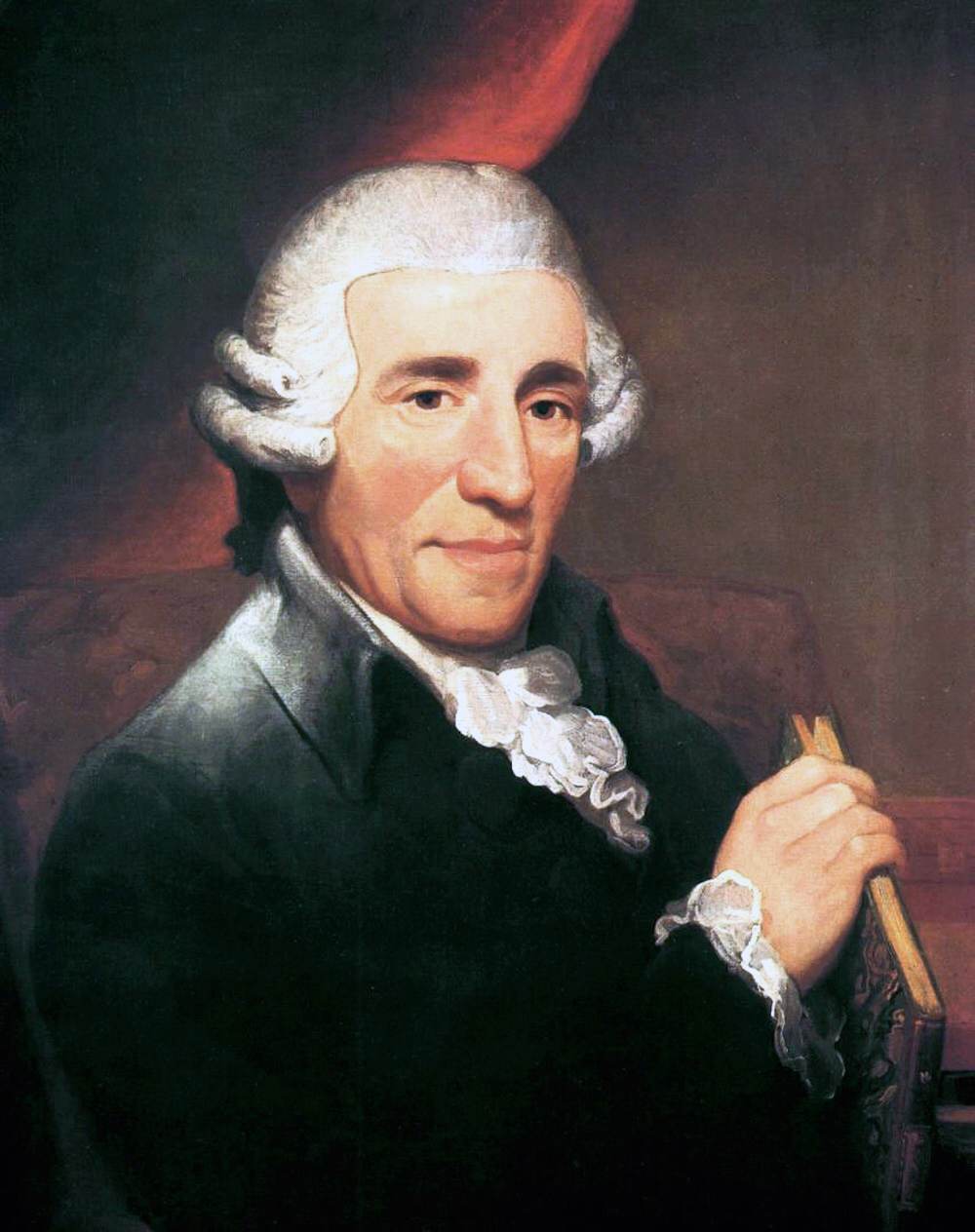
Joseph Haydn
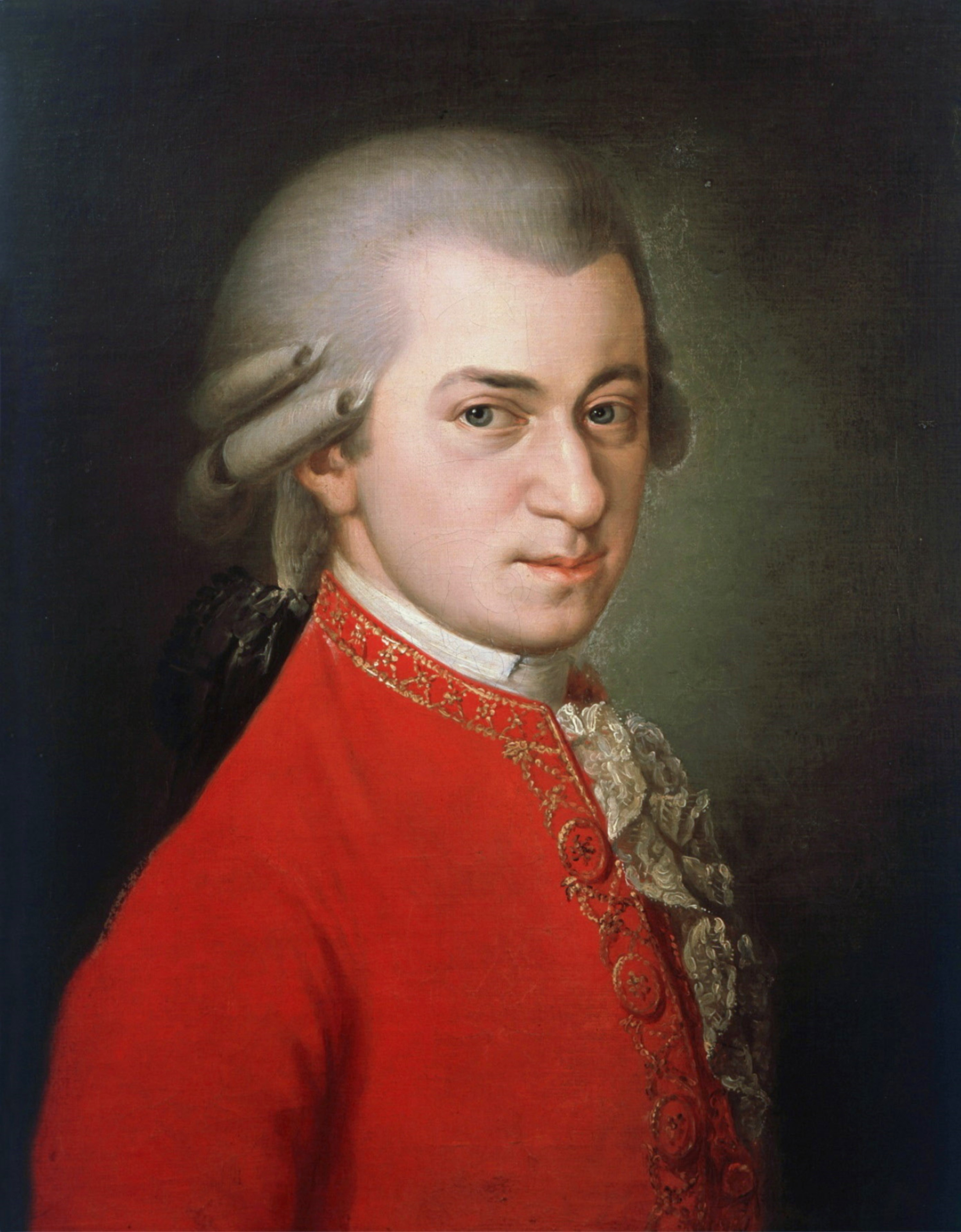
Wolfgang Amadeus Mozart
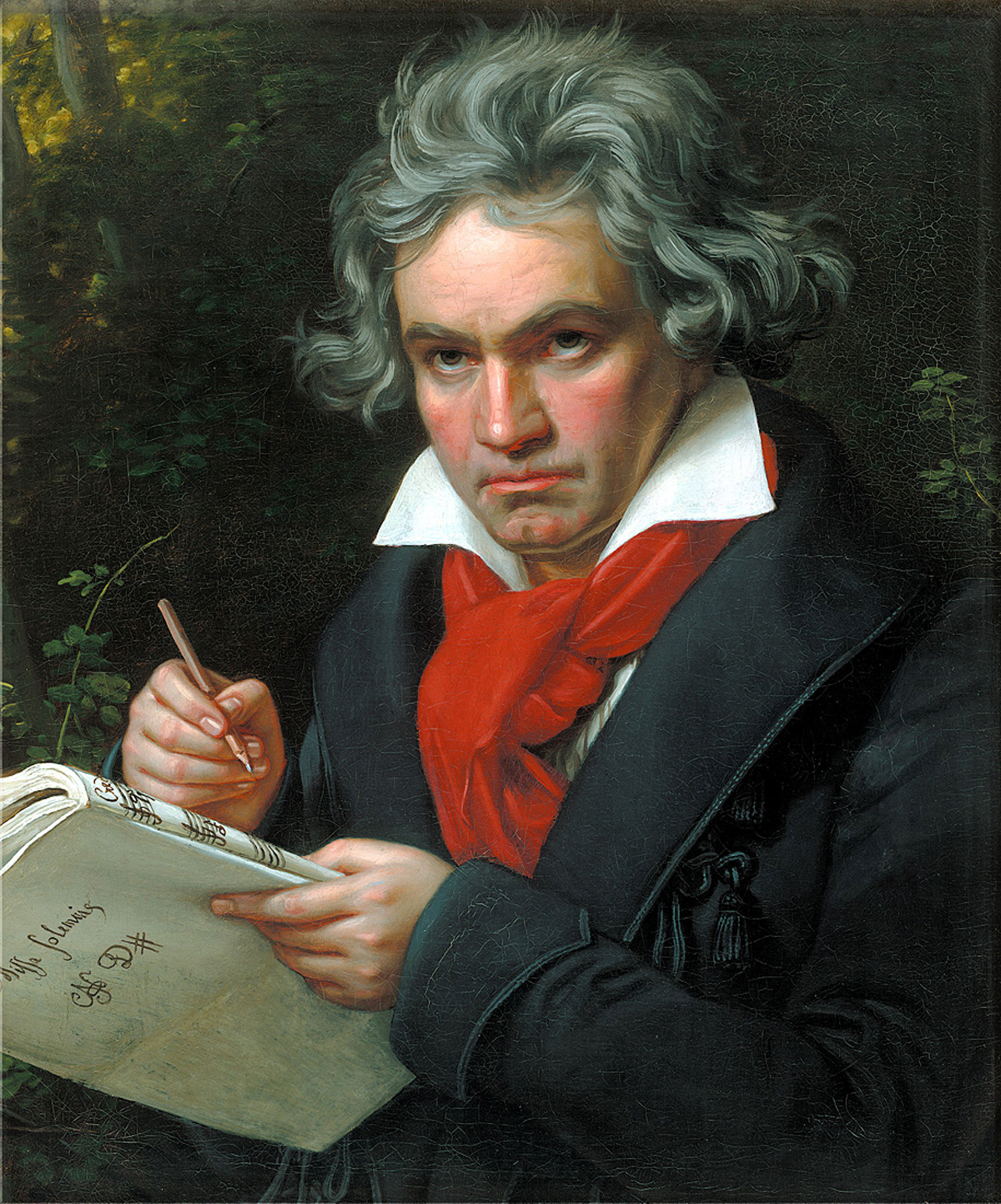
Ludwig van Beethoven